# ジリアン・ボックス
ジリアン・ボックス（Gillian Boxx、1973年9月1日 - ）は、アメリカ合衆国カリフォルニア州フォンタナ出身の女子ソフトボール選手（捕手）。
1992年から1995年までカリフォルニア大学バークレー校（カリフォルニア・ゴールデンベアーズ）でプレー。1993年から1995年までオールアメリカに選出され、7つの大学記録を樹立した。
1996年アトランタオリンピックにアメリカ代表として出場。金メダルを獲得した。
妹はサッカーオリンピック代表のシャノン・ボックス。